# Chang'anying (ort)
Chang'anying är en ort i Kina. Den ligger i provinsen Hunan, i den södra delen av landet, omkring 360 kilometer sydväst om provinshuvudstaden Changsha. Antalet invånare är 880.
Runt Chang'anying är det ganska tätbefolkat, med 96 invånare per kvadratkilometer. Närmaste större samhälle är Jiangtousi, 16,9 km sydost om Chang'anying. I omgivningarna runt Chang'anying växer i huvudsak blandskog.
Genomsnittlig årsnederbörd är 1 831 millimeter. Den regnigaste månaden är juni, med i genomsnitt 271 mm nederbörd, och den torraste är december, med 64 mm nederbörd.